# Liste des membres de la Convention nationale
Nom, prénoms et département d'élection des 898 représentants du Peuple français ayant siégé à la Convention nationale officiellement entre le 21 septembre 1792 et le 26 octobre 1795, pendant la totalité ou une partie de la législature. (Voir leur liste par département)

## Qui est membre de la Convention nationale?
De toutes les assemblées parlementaires de la République Française, la Convention nationale apparait comme celle dont la composition a été la plus fluctuante et, par moments, la plus incertaine. Un siècle après la fin de cette législature, les érudits s'interrogeaient encore sur la réalité de la présence en séance de quelques représentants, certes élus, mais pas définitivement reconnus comme ayant siégé au Manège ou dans la Salle des Machines des Tuileries.
La présente liste, élaborée à partir des sources bibliographiques qui font autorité, recense les 900 élus du peuple, titulaires et suppléants, qui ont siégé officiellement, même peu de temps, à la Convention nationale.
L'orthographe des patronymes, l'ordre, le nombre et l'orthographe des prénoms n'étant pas stabilisés, ni à l'époque, ni actuellement, la liste ci-dessous retient les dénominations les plus couramment admises, en concordance avec les pages consacrées individuellement à chaque Conventionnel et avec la liste complète des membres de la Convention nationale par département.
- Haut – A
- B
- C
- D
- E
- F
- G
- H
- I
- J
- K
- L
- M
- N
- O
- P
- Q
- R
- S
- T
- U
- V
- W
- X
- Y
- Z

## A
- Pierre Alard (Haute-Garonne)
- Jean Bernard Albert (Haut-Rhin)
- Antoine Louis Albitte, l'aîné (Seine-Inférieure)
- Jean-Louis Albitte, le jeune (Seine-Inférieure)
- Barthélémy Albouys (Lot)
- Jean Allafort (Dordogne)
- Pierre Allasœur (Cher)
- Charles Jean-Marie Alquier (Seine-et-Oise)
- Jean-Pierre-André Amar (Isère)
- Jean-Claude Amyon (Jura)
- Antoine-François Andrei (Corse)
- François-Paul-Nicolas Anthoine (Moselle)
- Charles-Louis Antiboul (Var)
- Eustache-Jean-Marie Aoust (Nord)
- Louis François Antoine Arbogast (Bas-Rhin)
- Jean-Baptiste Armonville (Marne)
- Jean-Marie Arrighi (Corse)
- Joseph Artaud-Blanval (Puy-de-Dôme)
- Eustache-Benoît Asselin (Somme)
- François Aubry (Gard)
- Pierre-Jean Audouin (Seine-et-Oise)
- Yves Marie Audrein (Morbihan)
- Antoine-Augustin Auger (Oise)
- Pierre-Jean-Baptiste Auguis (Deux-Sèvres)
- Louis-Bernard Aÿral (Haute-Garonne)
- Michel Azéma (Aude)

## B
- Pierre-Marie-Athanase Babey (Jura)
- Pierre Marie Baille (Bouches-du-Rhône)
- Jacques-Charles Bailleul (Seine-Inférieure)
- Edme Louis Barthélemy Bailly de Juilly (Seine-et-Marne)
- Claude-François Balivet (Haute-Saône)
- Joseph-François Balla (Gard)
- Charles-André Balland (Vosges)
- Jacques-Antoine Balmain (Mont-Blanc)
- Jean-Henry Bancal (Puy-de-Dôme)
- Jean-Étienne Bar (Moselle)
- Jean-François Barailon (Creuse)
- Charles Jean Marie Barbaroux (Bouches-du-Rhône)
- Joseph-Nicolas Barbeau du Barran (Gers)
- François Bardy (Haute-Loire)
- Bertrand Barère de Vieuzac (Hautes-Pyrénées )
- Pierre Barrety (ou Baréty) (Hautes-Alpes)
- Paul Barras (Var)
- Jean-André Barrot (Lozère)
- Jean-André Barthélémy (Haute-Loire)
- Claude Basire (Côte-d'Or)
- Jean Bassal (Seine-et-Oise)
- Jean-César Battellier (Marne)
- François Baucheton (Cher)
- Pierre-Charles-Louis Baudin (Ardennes)
- Marc Antoine Baudot (Saône-et-Loire)
- Mathieu Baudran (Isère)
- Moyse Bayle (Buches-du-Rhône)
- Claude Hubert Bazoche (Meuse)
- Joseph Beauchamp (Allier)
- Pierre Jean-Baptiste Beaugeard (Ille-et-Vilaine)
- Charles Nicolas Beauvais de Préau (Paris)
- Joseph Becker (Moselle)
- Louis Étienne Beffroy (Aisne)
- Jean-François Belin (Aisne)
- Jean-Baptiste Belley (Saint-Domingue)
- Pierre Louis Bentabole (Bas-Rhin)
- Marcellin Béraud (Rhône-et-Loire)
- François Bergoeing (Gironde)
- Théophile Berlier (Côte-d'Or)
- André-Antoine Bernard dit Bernard de Saintes (Charente-Inférieure)
- Marc-Antoine Bernard dit Bernard des Bouches-du-Rhône (Bouches-du-Rhône)
- Louis Bernard de Saint-Affrique (Aveyron)
- Claude Bernard des Sablons (Seine-et-Marne)
- Louis-Toussaint-Cécile Bernier (Seine-et-Marne)
- Jean-Étienne-Antoine Berthezène (Gard)
- Antoine-Pierre Bertrand (Cantal)
- Charles Ambroise Bertrand de La Hosdinière (Orne)
- Mathieu-Nicolas Bertucat (Saône-et-Loire)
- Pierre-Charles-Emmanuel Besnard  (La Réunion)
- Alexandre Besson (Doubs )
- François-Siméon Bezard  (Oise)
- Étienne-Louis Bezout (Seine-et-Marne)
- Laurent Mathieu Bidault (Eure)
- Aubin Bigorie du Chambon (Corrèze)
- Jacques-Nicolas Billaud-Varenne (Paris)
- Jean-Marie Bion (Vienne)
- Jean Bonaventure Birotteau (Pyrénées-Orientales)
- Jacques-François Bissy (Mayenne)
- Claude-Antonin-Augustin Blad (Finistère)
- François Joseph Blanc (Marne )
- Jean Dominique Blanqui (Alpes-Maritimes)
- Nicolas François Blaux (Moselle)
- Antoine Innocent Blaviel (Lot)
- Jacques Blondel (Ardennes)
- Charles-Auguste-Esprit-Rose Blutel (Seine-Inférieure)
- Jean-Baptiste-Jérôme Bô (Aveyron)
- Pierre Joseph François Bodin (Indre-et-Loire)
- Alain Bohan (Finistère)
- Jacques Boilleau, dit le jeune (Yonne)
- Jean-Baptiste Boiron (Rhône-et-Loire)
- Joseph Antoine Boisset (Drôme)
- Pierre-Bruno Boissier (Finistère)
- Pierre-Joseph-Didier Boissieu (Isère)
- Joseph-Georges Boisson (Saint-Domingue)
- François-Antoine Boissy-d'Anglas (Ardèche)
- Philippe-Albert Bollet (Pas-de-Calais)
- Claude-Antoine Bolot (Haute-Saône)
- Joseph Balthazar Bonet de Treyches (Haute-Loire)
- Marc-François Bonguyod ou Bonguiot (Jura)
- Jean Thomas Bonnemain (Aube)
- Siméon-Jacques-Henri Bonnesœur-Bourginière (Manche)
- Pierre François Bonnet (Aude)
- Pierre-Louis Bonnet de Mautruy (Calvados)
- Germain Bonneval (Meurthe)
- Ange-Elisabeth-Louis-Antoine Bonnier d'Alco (Hérault)
- Pardoux Bordas (Haute-Vienne)
- Paul-Joseph Bordes (Ariège)
- Hyacinthe-Marcelin Borel du Bez (Hautes-Alpes)
- Jean Borie (Corrèze)
- Étienne Borie-Cambort (ou Cambort-Borie) (Dordogne)
- Augustin-François Bouchereau (Aisne)
- Jacques-Antoine Boudin (Indre)
- Alexis-Joseph Bouillerot (Eure)
- Gabriel Bouquier (Dordogne)
- Pierre Bourbotte (Yonne)
- François-Louis Bourdon (Oise)
- Léonard Bourdon (Loiret)
- Henri-Gaspard-Charles Bouret (Basses-Alpes)
- Denis-Guillaume Bourgain (Paris)
- Nicolas Bourgeois (Eure-et-Loir)
- Jacques François Bourgois ( Seine-Inférieure)
- Jean-François Boursault-Malherbe (Paris)
- François Bousquet (Gers)
- Pierre Boussion (Lot-et-Garonne)
- Laurent-Martial-Stanislas Boutroue (Sarthe)
- Jean-Pierre Bouygues (Lot)
- Charles-Louis-Laurent Boÿaval (Nord)
- Jean-Baptiste Boyer-Fonfrède (Gironde)
- Jean-Baptiste Bozi (Corse)
- Jean-Jacques Bréard (Charente-Inférieure)
- Jean-Baptiste-Marie-François Bresson (Vosges)
- Philippe Constant Joseph Briez (Nord)
- Marcou Brisson (Loir-et-Cher)
- Jacques-Pierre Brissot (Eure-et-Loir)
- Jacques Brival (Corrèze)
- Louis Urbain Bruë (Morbihan)
- Jean Brun (Charente)
- Ignace Brunel (Hérault)
- François-Nicolas-Léonard Buzot (Eure)

## C
- Antoine Cabarroc (Lot-et-Garonne)
- Paul Cadroy (Landes)
- Jean-Marie Calès (Haute-Garonne)
- Jean-Jacques-Régis de Cambacérès (Hérault)
- Pierre-Joseph Cambon (Hérault)
- Simon Camboulas (Aveyron)
- Pierre Campmartin (Ariège)
- Pierre Jean Louis Campmas (Tarn)
- Armand Gaston Camus  (Haute-Loire)
- Joseph Capin (Gers)
- François-Jean-Baptiste Carelli-de-Bassy (Mont-Blanc)
- Lazare Nicolas Marguerite Carnot (Pas-de-Calais)
- Antoine François Carpentier (Nord)
- Jean-Baptiste Carrier (Cantal)
- Luce Casabianca (Corse)
- Antoine Casenave (Basses-Pyrénées)
- Joseph Cassanyes (Pyrénées-Orientales)
- Pierre Castaing (Orne)
- Pierre Castilhon (Hérault)
- Jean-Baptiste Cavaignac (Lot)
- Jean-Baptiste Cayla (Lot)
- Ignace de Cazeneuve (Hautes-Alpes)
- Antoine Dominique Chabanon (Cantal)
- Georges Antoine Chabot de l'Allier (Allier)
- François Chabot (Loir-et-Cher)
- Vincent-François-Marie Chaignart (Morbihan)
- Étienne Chaillon (Loire-Inférieure)
- Pierre Jacques Michel Chales (ou Chasles) (Eure-et-Loir)
- Jean-Michel Chambon-Latour (Gard)
- Jean-Baptiste Chamborre (Saône-et-Loire)
- Louis Champigny-Aubin (Indre-et-Loire)
- René-Jean Champigny-Clément (Indre-et-Loire)
- Joseph Charbonnier (Var)
- Louis Joseph Charlier (Marne)
- Pierre-François Charrel (Isère)
- Charles-Antoine Chasset (Rhône-et-Loire)
- Jean Claude Chastellain (Yonne)
- Alexandre-Paul Chateauneuf-Randon (Lozère)
- Pierre-Jacques-Samuel Chatry-Lafosse (Calvados)
- Guillaume Chaudron-Rousseau (Haute-Marne)
- Jean-François Chaumont (Ille-et-Vilaine)
- Claude François Xavier Chauvier (Haute-Saône)
- François-Augustin Chauvin-Hersant (Deux-Sèvres)
- Jean-Pierre Chazal (Gard)
- Jean-François Simon Chazaud (Charente)
- Augustin-Roland Chedaneau (Charente)
- Marie-Joseph Chenier (Seine-et-Oise)
- Jean-Claude Cherrier (Vosges)
- Gilbert Chevalier (Allier)
- Jacques Chevalier (Sarthe)
- Ange Chiappe (Corse)
- René-Pierre Choudieu (Maine-et-Loire)
- Marie-Frédéric-Henri Christiani (Bas-Rhin)
- Jean-Baptiste Clauzel (Ariège)
- Jean-Baptiste-Joseph Claverye (Lot-et-Garonne)
- Étienne Clédel (Lot)
- Jean-Baptiste de Cloots, dit Anacharsis Cloots (Oise)
- Henri Louis Joseph Cochet (Nord)
- Charles Cochon de Lapparent (Deux-Sèvres)
- Jacques-Bernardin Colaud de la Salcette (Drôme)
- Louis-Jacques Collombel de La Roussellière (Orne)
- Jean-Marie Collot d'Herbois (Paris)
- Pierre Colombel (Meurthe)
- Nicolas de Condorcet (Aisne)
- Antoine Conte (Basses-Pyrénées)
- Vincent Claude Corbel (Morbihan)
- Michel-Martial Cordier (Seine-et-Marne)
- Simon Joseph Coren-Fustier (Ardèche)
- René Cornilleau (Sarthe)
- Pierre Cosnard (Calvados)
- François Couhey (Vosges)
- Jean Jules Coupard (Côtes-du-Nord)
- Jacques-Michel Coupé (Oise)
- Gabriel Hyacinthe Couppé (Côtes-du-Nord)
- Edme-Bonaventure Courtois (Aube)
- Anne-Pierre Coustard de Massi (Loire-Inférieure)
- Georges Couthon (Puy-de-Dôme)
- Jean-Baptiste Coutisson-Dumas (Creuse)
- Pierre-Jean Couturier (Moselle)
- Jean-Augustin Crassous de Médeuil (Martinique)
- Jacques Antoine Creuzé-Latouche (Vienne)
- Michel-Pascal Creuzé-Pascal (Vienne)
- Jacques Crevelier (Charente)
- Antoine Cruvès (Var)
- Jean-François Curée (Hérault)
- Joseph-Marie Cusset (Rhône-et-Loire)
- Gabriel de Cussy (Calvados)

## D
- Joseph Séraphin Dabray (Alpes-Maritimes)
- Joseph Charlemagne Dameron (Nièvre)
- Marie-François Dandenac, l'aîné (Maine-et-Loire)
- Jacques Dandenac, le jeune (Maine-et-Loire)
- Jean-Pierre Danjou (Oise)
- Georges Danton (Paris)
- Pierre-Arnaud Dartigoeyte (Landes)
- François Antoine Daubermesnil (Tarn)
- Pierre Claude Daunou (Pas-de-Calais)
- Jean-Pierre Dauphole (Hautes-Pyrénées)
- Jacques Sébastien Dautriche (Charente-Inférieure)
- Jacques-Louis David (Paris)
- Alexandre Edme David-Delisle (Aube)
- Jean Debourges (Creuse)
- Pierre-Charles-Daniel-Gustave Dechézeaux (Charente-Inférieure)
- Benoît Michel Decomberousse (Isère)
- Jacques Defermon (Ille-et-Vilaine)
- Jean-Claude Defrance (Seine-et-Marne)
- Louis-Charles-Auguste Dehoulières, voir Louis-Charles Houlières (de) (Maine-et-Loire)
- Jean-François Delacroix, dit Lacroix (Eure-et-Loir)
- Charles-François Delacroix de Contaut (Marne)
- René-Louis Delagueulle de Coinces (Loiret)
- Jacques-Charles-Gabriel Delahaye (Seine-Inférieure)
- Antoine Delamarre (Oise)
- François Sébastien Delaporte, dit Laporte (Haut-Rhin)
- Joseph Delaunay, l'aîné (Maine-et-Loire)
- Pierre-Marie Delaunay, le jeune (Maine-et-Loire)
- Pierre Delbrel (Lot)
- Laurent Delcasso (Pyrénées-Orientales)
- Joseph-Étienne Delcher (Haute-Loire)
- Jean Joseph Deléage (Allier)
- Jean-Baptiste Delecloy (Somme)
- Alexandre Deleyre (Gironde)
- Delleville (Calvados) voir Philippe-Delleville
- Jean-François-Bertrand Delmas (Haute-Garonne)
- Jean Deltel (Tarn)
- Georges Frédéric Dentzel (Bas-Rhin)
- Honoré-François Dequen-Boulanger (Somme)
- Jean Joseph Eustache Derazey (Indre)
- Louis Amand Deronzières (Eure-et-Loir)
- Claude Desacy voir Sacy (de)
- Bernard Descamps (Gers)
- Georges Desgraves (Charente-Inférieure)
- Charles-François Desgrouas (Orne)
- Camille Desmoulins (Paris)
- Antoine-Joseph-Marie Despinassy (Var)
- Jacob Gerard-Desrivières voir Gerard-Desrivières (Orne)
- Philippe-François Desrues (Paris)
- Yves-Marie Destriché (Mayenne)
- Jean Devars (Charente)
- Louis-Alexandre Devérité (Somme)
- Jean-Louis Deville (Marne)
- Étienne Deydier (Ain)
- Pierre Jacques Dherbez-Latour (Basses-Alpes)
- Pierre-Joachim Dormay (Aisne)
- Claude-Pierre Dornier (Haute-Saône)
- Pierre Philippe Doublet (Seine-Inférieure)
- Jean-Claude Douge (Aube)
- Louis-Gustave Doulcet de Pontécoulant (Calvados)
- Jean-Baptiste Drouet (Marne)
- Philippe Drulhe (Haute-Garonne)
- François-Marie Du Bignon (Ille-et-Vilaine)
- Pierre-François Duboë (Orne)
- François-Louis-Esprit Dubois (Haut-Rhin)
- Louis Toussaint Jullien-Dubois dit Dubois (Orne)
- Antoine Dubois de Bellegarde (Charente)
- Edmond Louis Alexis Dubois-Crancé (Ardennes)
- Louis-Thibaut Dubois-Dubais (Calvados)
- Pierre Dubouchet (Rhône-et-Loire)
- Jean-Michel Dubouloz (Mont-Blanc)
- Pierre Dubreüil-Chambardel (Deux-Sèvres)
- Jean-François Du Broeucq (Pas-de-Calais)
- Charles-François Dubusc (Eure)
- Gaspard-Séverin Duchastel (Deux-Sèvres)
- Pierre-Roger Ducos (Landes)
- Jean-François Ducos, fils (Gironde)
- Louis-Pierre Dufay (Saint-Domingue)
- Jean-François Dufestel (Somme)
- Charles Éléonor Dufriche-Valazé (Orne)
- Élie-François Dugenne (Cher)
- Jacques François Dugommier (Martinique)
- Jacques-Claude Dugué d'Assé (Gironde)
- Pierre Joseph Duhem (Nord)
- Jacques-Antoine Dulaure (Puy-de-Dôme)
- Jacques-Marie Dumaz (Mont-Blanc)
- André Dumont (Somme)
- Louis-Philippe Dumont (Calvados)
- André Dupin de Beaumont (Aisne)
- Jacques Paul Fronton Duplantier (Gironde)
- Jacques Louis Dupont, dit Jacob (Indre-et-Loire)
- Pierre-Charles-François Dupont (Hautes-Pyrénées)
- Bernard-Jean-Maurice Duport (Mont-Blanc)
- Jean Duprat (Bouches-du-Rhône)
- Elie-Louis Dupuch (Guadeloupe)
- Charles-François Dupuis (Seine-et-Oise)
- Jean-Baptiste Claude Henri Dupuy fils (Rhône-et-Loire)
- Ernest-Dominique Duquesnoy (Pas-de-Calais)
- Pierre-Toussaint Durand de Maillane (Bouches-du-Rhône)
- Jean-Michel Duroy (Eure)
- Jean Dussaulx (Paris)
- Jean-Félix Dutrou-Bornier (Vienne)
- Charles François Marie Duval (Ille-et-Vilaine)
- Claude Duval (Aube)
- Jean-Pierre Duval (Seine-Inférieure)
- Jean Dyzès (Landes)

## E
- Jean-Baptiste Édouard, dit Édouard Le Flaive (Côte-d'Or)
- Jean-François Ehrmann (Ardennes)
- Jacques Engerran-Deslandes (Manche)
- Mathurin Enjubault (Mayenne)
- Nicolas François Enlart (Pas-de-Calais)
- Joseph Eschasseriaux, l'aîné (Charente-Inférieure)
- René Eschasseriaux, le jeune (Charente-Inférieure)
- Jean-François Escudier (Var)
- François Joachim Esnue-Lavallée (Mayenne)
- Jean Espert (Ariège)
- Antoine Estadens (Haute-Garonne)
- Jean Ezemar du Cros (dit Jean Crémar) (Gironde)

## F
- Claude-Dominique-Côme Fabre (Hérault)
- Joseph Fabre (Pyrénées-Orientales)
- Philippe-François-Nazaire Fabre d'Eglantine (Paris)
- Claude Fauchet (Calvados)
- Balthazar Faure (Haute-Loire)
- Pierre-Joseph-Denis-Guillaume Faure (Seine-Inférieure)
- Gilbert-Amable Faure-Conac (Creuse)
- Charles-Benoît Fauvre-Labrunerie (Cher)
- Joseph-Pierre-Marie Fayau (Vendée)
- Gabriel Faye (Haute-Vienne)
- Jean Raymond Fayolle (Drôme)
- Jean Féraud (Hautes-Pyrénées)
- Anthelme Ferrand (Ain)
- Étienne Joseph Ferroux (Jura)
- Claude Joseph Ferry (Ardennes)
- Étienne Finot (Yonne)
- Jean-Jacques Fiquet (Aisne)
- Honoré Marie Fleury (Côtes-du-Nord)
- Jean-Jacques Fockedey (Nord)
- Jacques Forest (Rhône-et-Loire)
- Pierre Jacques Forestier (Allier)
- Joseph Fouché (Loire-Inférieure)
- Jacques Foucher (Cher)
- Antoine-François Fourcroy (Paris)
- Jean-Denis Fourmy (Orne)
- Marc-Antoine Fournel (Lot-et-Garonne)
- Antoine Fournier (Rhône-et-Loire)
- Michel Fourniols (Martinique)
- André Foussedoire (Loir-et-Cher)
- Marie Pierre Adrien Francastel (Eure)
- Landry-François-Adrien François (Somme)
- René François-Primaudière (Sarthe)
- Augustin-Lucie de Frécine (Loir-et-Cher)
- Jacques Frémanger (Eure-et-Loir)
- Stanislas-Louis-Marie Fréron (Paris)
- François-Firmin Fricot (Vosges)
- Louis-Joseph Froger-Plisson (Sarthe)

## G
- Cosme-François Gaillard (Loiret)
- François-Joseph Gamon (Ardèche)
- Jean-François Gantois (Somme)
- Jean-François Martin Gardien (Indre-et-Loire)
- François-Clément-Privat Garilhe (Ardèche)
- Antoine-Marie-Charles Garnier dit "Garnier de l'Aube" (Aube)
- Charles Louis Garnier (Pas-de-Calais)
- Jacques Garnier dit "Garnier de Saintes" (Charente-Inférieure)
- Claude Xavier Garnier-Anthoine (Meuse)
- Pierre-Nicolas Garnot (Saint-Domingue)
- Louis-Julien Garos (Vendée)
- Jean-Philippe Garran de Coulon (Loiret)
- Pierre-Anselme Garrau (Gironde)
- Thomas-Augustin de Gasparin (Bouches-du-Rhône)
- Raymond Gaston (Ariège)
- Joseph Marie Jacques François Gaudin (Vendée)
- René Claude Gaultier (Côtes-du-Nord)
- Antoine-François Gauthier des Orcières (Ain)
- Léonard Gay-Vernon (Haute-Vienne)
- Jean-Marie Gelin (Saône-et-Loire)
- Louis-Benoît Genevois-Duraisin (Isère)
- Jean-François Genin (Mont-Blanc)
- Jean-Joseph-Victor Genissieu (Isère)
- Armand Gensonné (Gironde)
- François Gentil (Mont-Blanc)
- Michel Gentil (Loiret)
- Marie-Joseph Geoffroy, le jeune  (Seine-et-Marne)
- Jacob Gerard-Desrivières (Orne)
- François-Jacques Germignac (Corrèze)
- Brice Gertoux (Hautes-Pyrénées)
- Pierre Gibergues (Puy-de-Dôme)
- Pierre Mathurin Gillet (Morbihan)
- Antoine Marie Girard (Aude)
- Charles-Jacques-Étienne Girard-Villars (Vendée)
- Marc Antoine Alexis Giraud (Charente-Inférieure)
- Pierre François Félix Joseph Giraud (Allier)
- Claude-Joseph Girault (Côtes-du-Nord)
- Jean-Baptiste Girot-Pouzol (Puy-de-Dôme)
- Jacques Charles Giroust (Eure-et-Loir)
- Claude Gleizal (Ardèche)
- Charles-François-Marie Godéfroy (Oise)
- Jean-René Gomaire (Finistère)
- Antoine-Joseph Gorsas (Seine-et-Oise)
- Eugène Constant Joseph César Gossuin (Nord)
- Guillaume Julien Pierre Goudelin (Côtes-du-Nord)
- Jean-Marie-Claude-Alexandre Goujon (Seine-et-Oise)
- Benoît-Louis Gouly (Isle-de-France)
- Jean-François Goupilleau (de Fontenay) (Vendée)
- Philippe-Charles-Aimé Goupilleau (de Montaigu) (Vendée)
- Claude-Christophe Gourdan (Haute-Saône)
- Jean-Paul-Louis Gouzy (Tarn)
- Jacques-Léonard Goyre-Laplanche (Nièvre)
- François Omer Granet (Bouches-du-Rhône)
- Jean-Antoine Grangeneuve (Gironde)
- Henri Grégoire (Loir et Cher)
- Antoine Grenot (Jura)
- Jean-Gotthard Grimmer (Bas-Rhin)
- François Grosse-Durocher (Mayenne)
- Marguerite-Elie Guadet (Gironde)
- Pierre Guchan (Hautes-Pyrénées)
- Pierre Guérin des Marchais (Loiret)
- Jacques Tanguy Marie Guermeur (Finistère)
- Mathieu Guezno (Finistère)
- Armand-Joseph Guffroy (Pas-de-Calais)
- Ferdinand Pierre Marie Dorothée Guillemardet (Saône-et-Loire)
- Jean Guillaume Guillerault-Bacoin (Nièvre)
- Claude-Nicolas Guillermin (Saône-et-Loire)
- Jean Guimberteau (Charente)
- Joseph Guiter (Pyrénées-Orientales)
- Jean-Baptiste Guittard (Haut-Rhin)
- Michel Guméry (Mont-Blanc)
- Louis Guyardin (Haute-Marne)
- Jean-François Guyès (Creuse)
- Pierre-Jules Guyet-Laprade (Lot-et-Garonne)
- Pierre Guyomar (Côtes-du-Nord)
- Louis-Bernard Guyton-Morveau (Côte-d'Or)

## H
- Antoine-François Hardy (Seine-Inférieure)
- Jean-Baptiste Harmand (Meuse)
- Nicolas Haussmann (Seine-et-Oise)
- Édouard-Léonor Havin (Manche)
- Charles-Robert Hecquet (Seine-Inférieure)
- Pierre François Larivière dit Henry-Larivière  (Calvados)
- Nicolas Hentz (Moselle)
- Jean-Baptiste Hérard (Yonne)
- Marie-Jean Hérault de Séchelles ((Seine-et-Oise)
- Louis-Alexandre Himbert de Flégny (Seine-et-Marne)
- Louis-Charles-Auguste Houlières (de) (Maine-et-Loire)
- Charles-Antoine Hourier-Eloy (Somme)
- Jean Michel Hubert-Dumanoir (Manche)
- Joseph Hugo (Vosges)
- Marc-Antoine Huguet (Creuse)
- Sébastien Humbert (Meuse)

## I
- Pierre Ichon (Gers)
- François Pierre Ingrand (Vienne)
- Maximin Isnard (Var)
- Jacques Isoré (Oise)
- Jacques d'Izarn de Valady (Aveyron)
- Jean-François-Auguste Izoard (Hautes-Alpes)

## J
- Jacques Jac (Gard)
- Claude Jacob (Saône-et-Loire)
- Dominique Jacob (Meurthe)
- Jean Jacques Jacomin (Drôme)
- Grégoire Jagot (Ain)
- Louis-Alexandre Jard-Panvillier (Deux-Sèvres)
- François-Joseph Jary ou Jarry (Loire-Inférieure)
- Claude Javogues (Rhône-et-Loire)
- Jean Jay (Gironde)
- André Jeanbon Saint André (Lot)
- Pierre-Edme-Nicolas Jeannest-la-Noue, l'aîné (Yonne)
- Jean Johannot (Haut-Rhin)
- Louis Jorrand (Creuse)
- Louis Joubert (Hérault)
- Thomas Jouenne-Longchamp (Calvados)
- Jean-Baptiste Jourdan (Nièvre)
- Gilbert Jourde (Puy-de-Dôme)
- Jean Julien (Haute-Garonne)
- Marc Antoine Jullien (Drôme)

## K
- Henri Karcher (Moselle)
- Armand de Kersaint (Seine-et-Oise)
- Augustin Kervélégan (Le Goazré de) (Finistère)

## L
- Antoine Laa (Basses-Pyrénées)
- Jean-Baptiste La Boissière (Lot)
- Jacques Lacaze, fils aîné  (Gironde)
- Joseph-Henri Lacombe (Aveyron)
- Jean-Pierre Lacombe-Saint-Michel (Tarn)
- Elie Lacoste (Dordogne)
- Jean-Baptiste Lacoste (Cantal)
- Jean Lacrampe (Hautes-Pyrénées)
- Jean-Michel Lacroix (Haute-Vienne)
- Pierre-Raymond Lafon (Corrèze)
- Étienne Bussière Laforêst (Saint-Domingue)
- Joseph Laguire (Gers)
- Joseph François Laignelot (Paris)
- Joseph Lakanal (Ariège)
- Luc-François Lalande (Meurthe)
- Jean Laloue (Puy-de-Dôme)
- Pierre-Antoine Lalloy (Haute-Marne)
- François Lamarque (Dordogne)
- Charles Lambert de Belan (Côte-d'Or)
- Jean-Denis Lanjuinais (Ille-et-Vilaine)
- Antoine-Joseph Lanot (Corrèze)
- François Xavier Lanthenas (Rhône-et-Loire)
- Antoine Louis La Plaigne (Gers)
- Louis-Marie La Réveillière-Lépeaux (Maine-et-Loire)
- Pierre Larivière voir Pierre Henry-Larivière  (Calvados)
- Jean Félix Larroche  (Lot-et-Garonne)
- Marc-David Alba dit Lasource  (Tarn)
- André-François Laurence  (Manche)
- Jacques-Henri Laurenceot  (Jura)
- Bernard Laurens  (Bouches-du-Rhône)
- Antoine Jean Blaise Laurent  (Lot-et-Garonne)
- Claude-Hilaire Laurent  (Bas-Rhin)
- Claude Romain Lauze de Perret  (Bouches-du-Rhône)
- Louis-Charles de Lavicomterie  (Paris)
- Philippe-François-Joseph Le Bas  (Pas-de-Calais)
- Jean-Baptiste-Benoît Le Blanc de Servane (ou de Serval) (Bouches-du-Rhône)
- Guislain-François-Joseph Le Bon  (Pas-de-Calais)
- Roch Pierre François Lebreton  (Ille-et-Vilaine)
- Marie-Jean-François-Philbert Lecarlier  (Aisne)
- Jean-Baptiste Le Carpentier (Manche)
- Claude-Nicolas Leclerc (Loir-et-Cher)
- Jean-Baptiste Leclerc (Maine-et-Loire)
- Michel-Mathieu Lecointe-Puyraveau (Deux-Sèvres)
- Laurent Lecointre (Seine-et-Oise)
- Pierre Lecomte (Seine-Inférieure)
- Pierre-Louis-Stanislas Lefebvre (Seine-Inférieure)
- Julien-Urbain Lefebvre de la Chauvière (Loire-Inférieure)
- Jean-Alban Lefiot (Nièvre)
- Jean-Baptiste Lefranc (Landes)
- François Paul Legendre (Nièvre)
- Louis Legendre (Paris)
- Alexandre Legot (Calvados)
- Pierre Lehardy (Morbihan)
- Bernard-Pierre Lehault (Sarthe)
- René-François Lejeune (Mayenne)
- Sylvain-Phalier Lejeune (Indre)
- Julien-Camille Le Maignan (Maine-et-Loire)
- Joseph-François Le Malliaud de Kerharnos (Morbihan)
- Antoine Lémane (Mont-Terrible)
- Nicolas-Anne Lemarchand (Réunion)
- Jean Angélique Lemoine-Devilleneuve (Manche)
- Jean-Claude Lemoyne (Haute-Loire)
- Louis-Pierre-Nicolas-Marie Lepage (Loiret)
- Louis-Michel Lepeletier de Saint-Fargeau (Yonne)
- Joseph Lequinio (Finistère)
- Denis Toussaint Lesage (Eure-et-Loir)
- Gaspard Jean Joseph Lesage-Senault (Nord)
- Jean Joseph Louis Lespinasse (Haute-Garonne)
- Jacques Lesterpt, l'aîné (Haute-Vienne)
- Benoît Lesterpt-Beauvais (Haute-Vienne)
- Emmanuel-Pierre Le Tourneur (Sarthe)
- Étienne-François-Louis-Honoré Le Tourneur (Manche)
- Antoine Louis Levasseur (Meurthe)
- René Levasseur (Sarthe)
- Jacques-Augustin Leyris (Gard)
- Bernard-François Lidon (Corrèze)
- Robert Lindet (Eure)
- Thomas Lindet (Eure)
- Pierre-Joseph Lion (Guadeloupe)
- Janvier Littée (Martinique)
- Louis Lobinhes (Aveyron)
- Louis Lofficial (Deux-Sèvres)
- Jean-François Loiseau (Eure-et-Loir)
- Pierre Lombard-Lachaux (Loiret)
- Jean-Baptiste Lomont (Calvados)
- René-Charles Loncle des Aleux (Côtes-du-Nord)
- Louis Lonqueue (Eure-et-Loir)
- Louis Louchet (Aveyron)
- Jean-Antoine Louis (Bas-Rhin)
- Pierre-Florent Louvet (Somme)
- Jean-Baptiste Louvet de Couvrai (Loiret)
- Pierre Loysel (Aisne)
- Paul Augustin Lozeau (Charente-Inférieure)
- Antoine Nicolas Ludot (Aube)

## M
- Antoine-Guillain Magniez (Pas-de-Calais)
- François Maignen (Vendée)
- Étienne Christophe Maignet (Puy-de-Dôme)
- Jean-Baptiste Mailhe (Haute-Garonne)
- Antoine Mailly (Saône-et-Loire)
- Marius Félix Maïsse (Basses-Alpes)
- Jean-Pierre Malhes (Cantal)
- François René Mallarmé (Meurthe)
- Charles-Philippe Mallet (Nord)
- Pierre Louis Manuel (Paris)
- Claude Julien Maras (Eure-et-Loir)
- Jean-Paul Marat (Paris)
- François Marbos (Drôme)
- Jean-Baptiste Marcoz (Mont-Blanc)
- Pierre Marec (Finistère)
- Nicolas-Joseph Marey (Côte-d'Or)
- Louis Maribon-Montaut (Louis-Marie-Bon de Montaut dit) (Gers)
- Jacques Christophe Luc Mariette (Seine-Inférieure)
- Anthelme Marin (Mont-Blanc)
- Jean-Joseph Marquis (Meuse)
- Jean-Baptiste Marragon (Aude)
- Pourçain Martel (Allier)
- Jean-Baptiste Martin-Saint-Prix (Somme)
- Louis-Charles Martineau (Vienne)
- Joseph-Marie-Philippe Martinel de Visan (Drôme)
- Pierre-Stanislas Marvejouls (Tarn)
- Ruffin Massa (Alpes-Maritimes)
- Jean-Baptiste Massieu (Oise)
- Claude Laurent Masuyer (Saône-et-Loire)
- Jean-Baptiste Charles Matthieu (Oise)
- François-Pierre-Ange Mauduyt (Seine-et-Marne)
- Pierre-Jacques Maulde de Loisellerie (Charente)
- Nicolas Maure dit l'aîné (Yonne)
- Jean-François Maurel (Ille-et-Vilaine)
- Jean-Pierre-Nicolas Maurice (Martinique)
- Julien-Bernard-Dorothée Mazade-Percin (Haute-Garonne)
- Jean Nicolas Méaulle (Loire-Inférieure)
- Arnaud Jean Meillan (Basses-Pyrénées)
- Jacques Méjansac (Cantal)
- François Mellinet (Loire-Inférieure)
- Jean-Baptiste Augustin Prosper Mennesson (Ardennes)
- Henri Menuau (Maine-et-Loire)
- Louis-Sébastien Mercier (Seine-et-Oise)
- Antoine Merlin de Thionville (Moselle)
- Philippe-Antoine Merlin de Douai (Nord)
- Jean-Marie François Merlino (Ain)
- Jean-Baptiste Meyer (Tarn)
- François Meynard (Dordogne)
- Jean-Baptiste Michaud (Doubs)
- Antoine Michel (Rhône-et-Loire)
- Guillaume Michel (Morbihan)
- Pierre Michel (Meurthe)
- Jean-Baptiste Milhaud (Cantal)
- Charles Millard (Saône-et-Loire)
- Jean-Baptiste Mills (Saint-Domingue)
- Agricol Minvielle (Bouches-du-Rhône)
- Nicolas Mirande (Cantal)
- Jean Luc Anthelme Mollet (Ain)
- Étienne Mollevaut (Meurthe)
- Jean André Moltedo (Corse)
- Jean-Baptiste-Benoît Monestier (Puy-de-Dôme)
- Pierre-Laurent Monestier (Lozère)
- Hugues-Guillaume-Bernard-Joseph Monmayou (Lot)
- Simon-Edme Monnel (Haute-Marne)
- Jacques-François-Charles Monnot (Doubs)
- François-Étienne Montégut (Pyrénées-Orientales)
- François-Agnès Mont-Gilbert (Saône-et-Loire)
- Jean Moreau (Meuse)
- Marie-François  Moreau (Saône-et-Loire)
- François Antoine Morin (Aude)
- Charles-François-Gabriel Morisson	 (Vendée)
- Marcelin  Moulin (Rhône-et-Loire)
- Jean Moysset (Gers)
- Joseph-Mathurin Musset (Vendée)

## N
- Étienne Neveu (Basses-Pyrénées)
- Pierre-Claude Nioche (Indre-et-Loire)
- Joseph Niou (Charente-Inférieure)
- Pierre de Noailly (Rhône-et-Loire)
- Jean-Baptiste Noël (Vosges)
- Thomas Noguères (Lot-et-Garonne)

## O
- Mathurin Jean François Obelin-Kergal (Ille-et-Vilaine)
- Joseph Fiacre Olivier de Gérente (Drôme)
- Christophe Opoix	(Seine-et-Marne)
- Charles-Nicolas Osselin (Paris)
- Charles-François Oudot (Côte-d'Or)

## P
- Benoit-Noël Pacros (Puy-de-Dôme)
- Pierre Paganel (Lot-et-Garonne)
- Thomas Paine (Pas-de-Calais)
- Julien-François Palasne de Champeaux (Côtes-du-Nord)
- Etienne Jean Panis (Paris)
- Eugène Louis Melchior Patrin (Rhône-et-Loire)
- Jean-Baptiste Pautrizel (Guadeloupe)
- Bon Thomas Pelé  (ou Pellé) (Loiret)
- Jean Pelet de la Lozère (Lozère)
- Jacques Pelletier	(Cher)
- Denis-Marie Pellissier (Bouches-du-Rhône)
- Joseph Pémartin (Basses-Pyrénées)
- Jean-Augustin Pénières-Delzors (Corrèze)
- Sylvain Pépin (Indre)
- Charles-François-Jean Pérard (Maine-et-Loire)
- Emmanuel Pérès de Lagesse	(Haute-Garonne)
- Joachim Perez du Gief (Gers)
- Jacques Périès (Aude)
- Pierre Nicolas Perrin (Aube)
- Jean-Baptiste Perrin des Vosges (Vosges)
- Jean-Baptiste Personne (Pas-de-Calais)
- Jérôme Pétion de Villeneuve (Eure-et-Loir)
- Michel Edme Petit	(Aisne)
- Claude-Lazare Petitjean (Allier)
- Guillaume Peuvergne (Cantal)
- Louis François Peyre (Basses-Alpes)
- Jean-Pascal Charles de Peyssard (Dordogne)
- Jean-Adam Pflieger, l'aîné (Haut-Rhin)
- Pierre Philippeaux (Sarthe)
- Jean-François Philippe-Delleville	(Calvados)
- Jean-Pierre Picqué (Hautes-Pyrénées)
- Joseph Nicolas Pierret (Aube)
- Jean-Baptiste Piette (Ardennes)
- Urbain-René Pilastre de la Brardière (Maine-et-Loire)
- Pierre Louis Pinel (Manche)
- Pierre-François Piorry (Vienne)
- René-François Plaichard Choltière	(Mayenne)
- Antoine Plazanet	(Corrèze)
- Pierre François Nicolas Plet-Beauprey (Orne)
- Pierre Pomponne Amédée Pocholle (Seine-Inférieure)
- Noël Pointe (Rhône-et-Loire)
- Jacques Poisson de Coudreville (Manche)
- André Pomme, dit l'Américain (Guyane)
- Philippe-Laurent Pons, dit Pons de Verdun(Meuse)
- Gilles Porcher de Lissonay (Indre)
- Louis-François Portiez (Oise)
- Charles-Albert Pottier (Indre-et-Loire)
- Pierre-Charles Pottofeux (Aisne)
- Jean-Baptiste Poulain de Boutancourt (Marne)
- Joseph Clément Poullain de Grandprey (Vosges)
- François-Martin Poultier d'Elmotte (Nord)
- Jean Précy (Yonne)
- Jean-Baptiste Pressavin (Rhône-et-Loire)
- Claude-Antoine Prieur-Duvernois , dit Prieur de La Côte-d'Or (Côte-d'Or)
- Pierre-Louis Prieur, dit Prieur de La Marne (Marne)
- François-Clément Privat de Garilhe (Ardèche)
- Joseph-Étienne Projean (Haute-Garonne )
- Claude-Charles Prost (Jura)
- Léonard Joseph Prunelle de Lière (Isère)

## Q
- Jacques Quéinnec  (Finistère)
- Nicolas-Marie Quinette de Rochemont (Aisne)
- Jérôme François Quiot (Drôme)
- Jean-Baptiste Quirot (Doubs)

## R
- Jacques-Antoine Rabaut-Pommier (Gard)
- Jean-Paul Rabaut de Saint-Étienne (Aube)
- Nicolas Raffron de Trouillet (Paris)
- Juste Rameau de La Cérée	(Côte-d'Or)
- Dominique-Vincent Ramel-Nogaret (Aude)
- André Réal (Isère)
- François Trophime Rebecqui (Bouches-du-Rhône)
- Charles-Louis-François Regnault de Bretel (Manche)
- Claude Louis Réguis (Basses-Alpes)
- François-Marie de Renty (Nord)
- François Bernard Revel (Seine-Inférieure)
- Jacques Reverchon (Saône-et-Loire)
- Jean-François Rewbell (Haut-Rhin )
- Claude-André-Benoît Reynaud de Bonnassous (Haute-Loire)
- Jean Ribereau (Charente)
- Bon-Jacques Ribet de Rugneville (Manche)
- Joseph Etienne Richard (Sarthe)
- Hyacinthe Richaud	(Seine-et-Oise)
- Louis Joseph Richou (Eure)
- Jean François Ricord (Var)
- François-Jérôme Riffard Saint-Martin voir Saint-Martin
- François Joseph Ritter (Haut-Rhin )
- François Rivaud du Vignaud (Haute-Vienne )
- Louis de Rivery (Somme)
- Pierre Rivière (Corrèze)
- Claude Roberjot (Saône-et-Loire)
- Michel Robert (Ardennes)
- Pierre-François-Joseph Robert (Paris)
- Augustin de Robespierre (Paris)
- Maximilien de Robespierre (Paris)
- Louis Antoine Joseph Robin (Aube)
- Henri Pascal de Rochegude (Tarn)
- Charles Gilbert Romme (Puy-de-Dôme)
- Antoine Rongiès dit Rongiès-Frageac (Haute-Loire)
- Joseph Yves Roüault de Cosquéran (Morbihan)
- Jean Roubaud (Var)
- Ignace Rougemont (Mont-Terrible)
- Claude Jean Roussel (Meuse)
- Jean-Pierre Félix Roux (Aveyron)
- Louis-Félix Roux (Haute-Marne)
- Pierre Roux-Fazillac (Dordogne)
- Jean-Pascal Rouyer (Hérault)
- Jacques-Marie Rouzet de Folmon (Haute-Garonne )
- Stanislas Joseph François Xavier Rovère  de Fontvieille (Bouches-du-Rhône)
- Denis Roy (Seine-et-Oise)
- Jean-Baptiste Royer (Ain)
- Pierre Charles Ruamps (Charente-Inférieure)
- Alexandre-Jean Ruault (Seine-Inférieure)
- Claude-Antoine Rudeldu Miral (Puy-de-Dôme)
- Albert Ruelle (Indre-et-Loire)
- Philippe Rühl (Bas-Rhin )

## S
- Claude-Louis-Michel de Sacy (Haute-Garonne )
- Louis Antoine Léon de Saint-Just (Aisne)
- François-Jérôme Saint-Martin (Riffard)	(Ardèche)
- Charles Saint-Martin-Valogne (Aveyron)
- Hector de Saint-Prix (de Soubeyran) (Ardèche)
- Jean-Baptiste Michel Saladin (Somme)
- Christophe Saliceti (Corse)
- Jean-Baptiste Salle (Meurthe)
- Jean Salleles (Lot)
- Albert Sallengros (Nord)
- Gabriel-René-Louis Salmon	(Sarthe)
- Barthélemy-Jean-Baptiste Sanadon (Basses-Pyrénées)
- Marc-Antoine Sartre (Lot)
- Jean-Baptiste Pierre Saurine (Landes)
- Barthélemy Sautayra (Drôme)
- Jean Sautereau (Nièvre)
- Gervais Sauvé (Manche)
- Louis-Jacques Savary (Eure)
- Marc-Antoine Savornin (Basses-Alpes )
- Antoine Gérard Scellier (Somme)
- Jean-Louis Second	(Aveyron)
- Philippe Charles François Seguin (Doubs)
- Antoine Louis François Sergent dit Sergent-Marceau (Paris)
- Jean-Jacques Serres (Isle de France)
- Joseph Jean Serres (Hautes-Alpes)
- François Serveau-Touchevalier (Mayenne)
- Laurent Servière (Lozère)
- Joseph Sébastien Servonat  (Isère)
- Joseph Marie François Sevestre (Ille-et-Vilaine)
- Claude François Bruno Siblot (Haute-Saône )
- Emmanuel Joseph Sieyès (Sarthe)
- Charles-Alexis de Sillery (Somme)
- Philibert Simond (Bas-Rhin)
- Marc-Antoine Sirugue (Côte-d'Or)
- François Solomiac	(Tarn)
- Pierre-Aimable de Soubrany (Puy-de-Dôme)
- Joseph Julien Souhait (Vosges)
- Jean-Baptiste Soulignac (Haute-Vienne )

## T
- Jean Guillaume Taillefer (Dordogne)
- Jean-Lambert Tallien (Seine-et-Oise)
- Michel-Louis Talot (Maine-et-Loire)
- Jacques-Louis-Narcisse Taveau (Calvados)
- Pierre-Toussaint Tavernel (Gard)
- Armand-Constant Tellier (Seine-et-Marne)
- Joseph Terral (Tarn)
- Léonard-Michel Texier-Mortegoute (Creuse)
- Guillaume Thabaud de Bois-La-Reine (Indre)
- Antoine Claire Thibaudeau (Vienne)
- Anne-Alexandre-Marie Thibault (Cantal)
- Claude Thierriet (Ardennes)
- Didier Thirion (Moselle)
- Jean-Jacques Thomas (Paris)
- Charles Thomas-Laprise (Orne)
- Jean-Joseph Thoulouze (Ardèche)
- Jacques Alexis Thuriot de la Rosière (Marne)
- Charles Nicolas Tocquot (Meuse)
- Jean-Nicolas Topsent (Eure)
- Jean-Laurent-Germain Tournier (Aude)
- Bernard Thomas Tréhouart de Beaulieu (Ille-et-Vilaine)
- Jean-Baptiste Treilhard (Seine-et-Oise)
- Louis Gaspard Tridoulat (Tarn)
- Narcisse Trullard (Côte-d'Or)
- Louis Turreau de Linières (Yonne)

## V
- Marc-Guillaume-Alexis Vadier (Ariège)
- Anne Joseph Arnoux Valdruche (Haute-Marne)
- Jacques Nicolas Vallée (Eure)
- Louis-Alexandre-Jacques Vardon (Calvados)
- Charles-Zachée-Joseph Varlet (Pas-de-Calais)
- Louis Jacques Vasseur (Somme)
- Jean-François Vaugeois (Paris )
- Pierre Louis Athanase Veau de Launay (Indre-et-loire)
- Pierre-Étienne Venaille-Bodin (Loir-et-Cher)
- Henri-Étienne Venard (Seine-et-Oise)
- Jacques Verdollin	(Basses-Alpes)
- Pierre Victurnien Vergniaud (Gironde)
- Alexis Joseph Vermon (Ardennes)
- Charles-Baptiste-François Vernerey (Doubs)
- Théodore Vernier de Montorient (Jura)
- Jean Vidal (Basses-Pyrénées )
- Étienne Vidalin (Allier)
- Antoine Vidalot (Lot-et-Garonne)
- Jacques Joseph Viennet (Hérault)
- Louis-François-Sébastien Viger (Maine-et-Loire)
- Claude-Bonaventure Vigneron (Haute-Saône )
- Noël-Gabriel-Luce Villar (Mayenne)
- François-Toussaint Villers (Loire-Inférieure)
- Alexandre Edmé Pierre Villetard de Prunières (Yonne)
- Charles Michel de Villette (Oise)
- Pierre-Charles-Victor Vincent (Seine-Inférieure)
- Pierre Étienne Vinet (Charente-Inférieure)
- Jean-Nicolas Viquy (Seine-et-Marne)
- Louis Vitet (Rhône-et-Loire)
- Jean-Henri Voulland (Gard)

## W
- Antoine-Hubert Wandelaincourt (Haute-Marne )

## Y
- Jean-Baptiste Yger (Seine-Inférieure)
- Claude-Alexandre Ysabeau (Indre-et-Loire)

## Z
- Joseph Zangiacomi (Meurthe)